# Переполох на районе
«Переполох на районе» (фр. Les Kaïra) — французская комедия режиссёра Франка Гастамбида 2012 года. Основан на популярном веб-сериале Kaïra Shopping. Картина стала самым прибыльным французским фильмом в 2012 году.

## Сюжет
В фильме рассказывается о злоключениях троих друзей детства: Мустена, Абделькарима и Момо, которые никогда не покидали родной город. Безработные, лишённые амбиций и чётких целей в жизни, они проводят время, смотря порнофильмы, и в итоге решают, что порноиндустрия может сделать их богатыми и знаменитыми. Они встречают неряшливого продюсера, который просит их предоставить видео-демонстрацию, после чего трое друзей пускаются на поиски девушки для своего видео, но в итоге сталкиваются с рядом унизительных неудач.

## В ролях
- Жиб Покье[фр.] — Момо
- Меди Садун[фр.] — Абделькарим
- Франк Гастамбид — Мустен
- Рамзи Бедиа — Уорнер, босс окрестностей
- Алиса Белаиди[фр.] — Кадижа
- Пом Клементьефф — Тиа
- Демон Уан[фр.] — Стив
- Исмаэль Си Саване — Исмаэль
- Аннабель Лангронн — Стэй
- Сисси Дюпар — Сильвен
- Франсуа Дамиан — порнопродюсер Клод Фашун
- Дуду Маста — организатор рэп-фестиваля
- Франсуа Бюрелу — Бернар
- Алекс Лютц — Египтянин
- Кацуни — Кацуни
- Армель — организатор разнузданной оргии
- Эрик Кантон — тренер футбольной команды
- Эли Семун[фр.] — Эли Семун
- Франсуа Леванталь — владелец секс-шопа
- Cut Killer[фр.] — диджей хип-хоп фестиваля
- Mister You[фр.] — Мистер Ю
- Рокко Сиффреди — Рокко Сиффреди
- Сэр Самуэль — Босс
- Бриджит Би — американка
- Mafia K'1 Fry[фр.] — в роли самой себя